# Hustacheletes decorsei
Hustacheletes decorsei là một loài bọ cánh cứng trong họ Rhynchitidae. Loài này được Hustache miêu tả khoa học năm 1922.